# Эспиноза (Минас-Жерайс)
Эспиноза (порт. Espinosa) — муниципалитет в Бразилии, входит в штат Минас-Жерайс. Составная часть мезорегиона Север штата Минас-Жерайс. Входит в экономико-статистический микрорегион Жанауба. Население составляет 31 253 человека на 2006 год. Занимает площадь 1876,401 км². Плотность населения — 16,7 чел./км².
Праздник города — 9 марта.

## История
Город основан 9 марта 1924 года. 

## Статистика
- Валовой внутренний продукт на 2003 год составляет 69 477 617,00 реалов (данные: Бразильский институт географии и статистики).
- Валовой внутренний продукт на душу населения на 2003 год составляет 2232,07 реалов (данные: Бразильский институт географии и статистики).
- Индекс развития человеческого потенциала на 2000 год составляет 0,657 (данные: Программа развития ООН).